# Hendricks (Virginie-Occidentale)
Pour les articles homonymes, voir Hendricks.
Hendricks est une ville américaine située dans le comté de Tucker en Virginie-Occidentale. En 2010, sa population était de 272 habitants.
Municipalité depuis 1894, la ville est nommée en l'honneur du vice-président Thomas Hendricks.